# Karl Schmid (Philologe, 1907)

Karl Schmid (ca. 1945)

Karl Georg Friedrich Schmid (* 31. März 1907 in Zürich; † 4. August 1974 ebenda) war ein Schweizer Germanist und Hochschullehrer. Er war von 1953 bis 1957 Rektor der ETH Zürich.

## Leben und Wirken
Karl Schmid wurde 1907 in Zürich geboren. Sein Vater Karl Schmid-Hunziker (1867–1957) war Deutschlehrer an der Kantonalen Handelsschule in Zürich. Schmid trat in seine Fussstapfen und studierte von 1926 bis 1934 Germanistik, Geschichte und Kunstgeschichte an der Universität Zürich. Im Wintersemester 1929/30 absolvierte er zudem ein Auslandsemester an der Friedrich-Wilhelms-Universität zu Berlin. 1935 wurde er bei Emil Ermatinger mit einer Arbeit zu Friedrich Schillers Gestaltungsweise promoviert. In den Jahren 1931 bis 1938 unterrichtete er als Hilfslehrer an verschiedenen Zürcher Gymnasien, von 1938 bis 1947 war er Hauptlehrer für Deutsch und Geschichte am Kantonalen Gymnasium in Zürich.
Während des Zweiten Weltkriegs verbrachte Schmid einen grossen Teil seiner Zeit im Aktivdienst der Schweizer Armee. Er liess sich zum Generalstabsoffizier ausbilden und verzichtete dabei auf eine Fortsetzung seiner zivilen Karriere, zum Beispiel durch eine Habilitation. Von März 1940 bis Mitte 1944 leistete er Dienst in der 9. Division in Andermatt, mit dem Auftrag, den Gotthard zu verteidigen. Schmid fühlte sich der Geistigen Landesverteidigung verpflichtet und hielt zwischen 1942 und 1945 für die Abteilung Heer und Haus insgesamt 49 Vorträge zur Stärkung des Wehrwillens der Zivilbevölkerung.
1943 wurde er trotz fehlender Habilitation auf eine ausserordentliche Professur für deutsche Sprache und Literatur an der ETH Zürich berufen. Er teilte diese halbe Stelle mit dem gleichzeitig berufenen Fritz Ernst. 1947 wurde er zum ordentlichen Professor befördert und gab daraufhin seine Stelle am Gymnasium auf.
Schmids Vorlesungen waren in der Regel sehr gut besucht, zum Teil bekam man nur mit Platzkarten Einlass. Schmid wurde als Antipode des gleichzeitig an der Universität lehrenden Emil Staiger wahrgenommen. Die beiden unterschieden sich im Habitus und Vortragsstil, im methodischen Zugang sowie in ihrer Offenheit gegenüber der literarischen Moderne und vor allem der Gegenwartsliteratur. Schmid bot regelmässig Veranstaltungen zu Neuerscheinungen an und lud auch Autorinnen und Autoren in die Vorlesung ein. Er betätigte sich auch ausserhalb seines Amtes als Förderer zeitgenössischer Schriftsteller, zum Beispiel als Sekretär des Charles-Veillon-Preises (1954–1971).
Von 1953 bis 1957 war Schmid zudem Rektor der ETH Zürich. 1955 verlieh er in dieser Rolle Thomas Mann zu dessen 80. Geburtstag die naturwissenschaftliche Ehrendoktorwürde.
Nach Schmids Rektoratszeit erschienen seine wichtigsten Bücher: Denken und Deuten (1957), Hochmut und Angst (1958), Unbehagen im Kleinstaat (1963) und Europa zwischen Ideologie und Verwirklichung (1966). Alle Bücher Schmids ausser der Dissertation erschienen im Artemis Verlag, der zu dieser Zeit mehrheitlich im Besitz der Familie Bührle war.
Von 1967 bis 1970 war Schmid Präsident der vom Bundesrat eingesetzten Studienkommission für strategische Fragen, die einen Vorschlag für eine strategische Konzeption der Schweizer Landesverteidigung erarbeitete. Der Bericht der Kommission wurde zur Grundlage für das Konzept der Gesamtverteidigung, das der Bundesrat 1973 dem Parlament vorlegte. Auch der Bericht des Bundesrats wurde von Schmid inhaltlich und stilistisch redigiert.
Von November 1969 bis Ende 1972 war Schmid Präsident des Schweizerischen Wissenschaftsrats. In dieser Zeit entstanden die Berichte zum Ausbau der schweizerischen Hochschulen (1972) und zu den dringlichen Forschungsbedürfnissen (1973). Die Aufnahme des neuen «Bildungsartikels» in die Verfassung, der die von Schmid angestossenen Reformvorschläge bestätigt hätte, wurde vom Stimmvolk in der Abstimmung vom 4. März 1973 jedoch verworfen. Bundesrat Hans Peter Tschudi bescheinigte Schmid, «in seiner kurzen Präsidialzeit» «die schweizerische Wissenschaftspolitik für lange Frist geprägt und ihr entscheidende Impulse verliehen» zu haben.
Schmid hatte um seine Emeritierung an der ETH auf Ende des Wintersemesters 1974/75 gebeten, er verstarb im August 1974 jedoch noch im Amt.
Schmid war von 1927 bis 1970 Milizangehöriger der Schweizer Armee, zuletzt als Oberst im Generalstab. Bis 1953 war er Stabschef des 3. Armeekorps.
Er war seit 1940 mit der Schauspielerin Elsie Attenhofer verheiratet. Aus der Ehe gingen die Kinder Christoph (* 1942) und Regine (* 1943) hervor. Schmid hatte seine spätere Frau 1938 bei den Dreharbeiten zum Spielfilm Füsilier Wipf kennengelernt, die er als militärischer Berater begleitete. Die beiden lebten seit ihrer Heirat in der Siedlung Schatzacker in Bassersdorf bei Zürich.
Schmids Grossvater mütterlicherseits war der Bildungs- und Sozialreformer Fritz Hunziker (1845–1908), Rektor der Zürcher Industrie- und später der Handelsschule. Sein Onkel dessen Sohn gleichen Namens (1886–1960), Germanist und Rektor des Literargymnasiums in Zürich. Ein anderer Onkel war der Romanist Jakob Jud, Professor an der Universität Zürich.
Schmid war Mitglied der Freisinnig-Demokratischen Partei (FDP).

## Bedeutung
Karl Schmids Bedeutung liegt vor allem in seiner Rolle als Staatsdenker. In seinen Vorträgen, Essays und Büchern hat er sich mit Fragen der Neutralität, der Landesverteidigung, der Rolle des Kleinstaats, der europäischen Integration, dem Verhältnis der Schweiz zu Europa sowie der Rolle der Künstler in der Gesellschaft beschäftigt und damit auf die Meinungsbildung in der Nachkriegsschweiz eingewirkt. Sein grosses Engagement als Staatsbürger und als Militärangehöriger verliehen ihm Autorität und Glaubwürdigkeit. Seine aufgeschlossene, liberale Haltung verschaffte ihm Anerkennung über politische Grenzen hinweg. Als Präsident der Studienkommission für strategische Fragen und des Schweizerischen Wissenschaftsrats hat er auch direkt auf die Politik der Schweiz eingewirkt. Er wurde im Rückblick als Vaterfigur wahrgenommen. Gustav Däniker meinte, durch das Präsidium der Studienkommission für strategische Fragen sei Schmid zum «Vater des Vaterlands» geworden. Und Josef Estermann bezeichnete ihn als «Übervater der schweizerischen Nachkriegsgesellschaft». Schmids Biograph Thomas Sprecher kommt in Bezug auf die Jahre um 1970 zum Schluss: «Wo immer es um die Lösung nationaler Probleme ging, dachte man an Karl Schmid.»
Schmid sah sein Verhältnis zum Staat als ein Dienstverhältnis, was eine kritische Distanz zu dessen Institutionen nicht ausschloss. Als liberal-konservativer Intellektueller sah er sich aber insbesondere nach 1968 auch zunehmend mit dem Unverständnis von Vertretern der jüngeren Generation konfrontiert. Als sein Antipode in politischen Fragen erwies sich Max Frisch, mit dem er während vieler Jahre befreundet war, dem er aber 1963 in seinem berühmtesten Buch ein «Unbehagen im Kleinstaat» attestiert hatte. Frisch griff Schmid im Januar 1974 in seiner Rede Die Schweiz als Heimat direkt an, was zum Bruch zwischen den beiden führte. Frisch sah in Schmid einen Vertreter des bürgerlichen Establishments; es ging bei dem Streit aber möglicherweise auch um den rechtmässigen Anspruch auf die Rolle des Schweizer Vordenkers, des «Praeceptor Helvetiae».
Auch als Germanist hat Schmid Bedeutendes geleistet. Als wissenschaftliche Aufgabe hat er sich die Verbindung der Geistesgeschichte mit der Tiefenpsychologie C. G. Jungs gesetzt. Die Öffnung der Literaturwissenschaft gegenüber der modernen Psychologie war zur damaligen Zeit noch nicht etabliert und methodisch progressiv. Peter von Matt bezeichnete den Essay über Conrad Ferdinand Meyer – das Eingangskapitel von Das Unbehagen im Kleinstaat – als «eine Spitzenleistung der Schweizer Germanistik wie etwa Walter Muschgs Gotthelf-Buch von 1931».

## Karl-Schmid-Stiftung
1992 wurde die Karl-Schmid-Stiftung gegründet mit dem Zweck, die Schriften Schmids neu herauszugeben, seinen Nachlass fachgerecht zu archivieren und sein Gedankengut einem breiteren Publikum bekanntzumachen. Die Stiftung veranstaltete Vorträge und Tagungen zu den von Schmid bearbeiteten Themen, unter anderem zu Fragen der europäischen Integration, der Sicherheitspolitik, der Zukunft und Vergangenheit der Schweiz und der Komplementarität von Natur- und Geisteswissenschaften. Sie unterstützte die Ausstellung «Unbehagen im Kleinstaat» im Museum Bärengasse in Zürich, die vom 18. September 2007 bis zum 2. März 2008 anlässlich von Schmids 100. Geburtstag gezeigt wurde, und die zugehörige Begleitpublikation. Die insgesamt achtbändige Ausgabe der Schriften und Briefe Schmids erschien zwischen 1998 und 2000 im Verlag NZZ Libro. Der Nachlass wurde vom Archiv für Zeitgeschichte der ETH Zürich erschlossen. Die Stiftung verlieh zudem dreimal einen Karl-Schmid-Preis an eine Person, die sich in konstruktiver Weise mit einem der Hauptthemen Karl Schmids befasst hat. Geehrt wurden Verena Meyer (2000), Adolf Ogi (2002) sowie gemeinsam Rätus Luck und Thomas Feitknecht (2004). Mit dem Erscheinen der von Thomas Sprecher verfassten Biographie Schmids im Jahr 2013 sah die Stiftung ihren Zweck für erfüllt an und löste sich auf.
Präsidiert wurde die Stiftung von Hans Künzi (1992–2004), Christoph Schmid (2004–2008) und Annemarie Huber-Hotz (2008–2013).
Auf Antrag der Stiftung wurde 1994 das obere Teilstück der zwischen den beiden Hauptgebäuden von ETH und Universität liegenden Künstlergasse in Karl-Schmid-Strasse umbenannt.

## Auszeichnungen und Ehrungen
- 1955: Ehrenmitglied des Schweizerischen Zofingervereins
- 1967: Ehrendoktorwürde der Hochschule St. Gallen
- 1967: Ehrengabe der Schweizerischen Schillerstiftung
- 1972: Preis der Goethe-Stiftung für Kunst und Wissenschaft Zürich
- 1972: Auszeichnung für kulturelle Verdienste der Stadt Zürich
- 1974: Ernennung zum ständigen Ehrengast der Universität Zürich

## Mitgliedschaften und Engagements
- 1944–1973: Eidgenössische Gemeinschaft
- 1947–1974: P.E.N.-Club, Akademische Gesellschaft schweizerischer Germanisten
- 1954–1971: Sekretär des Charles-Veillon-Preises
- 1956–1974: Schweizerischer Schriftsteller-Verein (ab 1968 Vorstandsmitglied)
- 1959–1965: Präsident der Schweizerischen Auslandshilfe
- 1959–1967: Literaturkommission des Kantons Zürich
- 1962–1972: Vizepräsident der Jubiläumsstiftung der Schweizerischen Bankgesellschaft SBG
- 1963–1964: Präsident der Expertenkommission für die Revision der Maturitäts-Anerkennungsverordnung
- 1966–1970: Studienkommission des EJPD für Zivilschutz
- 1967–1970: Präsident der Studienkommission für strategische Fragen (SSF)
- 1969–1972: Präsident des Schweizerischen Wissenschaftsrates
- 1970–1974: Verwaltungskomitee der Neuen Zürcher Zeitung

## Werke

### Buchveröffentlichungen zu Lebzeiten
- Schillers Gestaltungsweise. Eigenart und Klassik. Huber, Frauenfeld 1935.
- Denken und Deuten. Artemis, Zürich 1957.
- Hochmut und Angst. Die bedrängte Seele des Europäers. Artemis, Zürich 1958.
- Unbehagen im Kleinstaat. Untersuchungen über Conrad Ferdinand Meyer, Henri-Frédéric Amiel, Jakob Schaffner, Max Frisch, Jacob Burckhardt. Artemis, Zürich 1963.
- Europa zwischen Ideologie und Verwirklichung. Psychologische Aspekte der europäischen Integration. Artemis, Zürich 1966.
- Standortmeldungen. Über schweizerische Fragen. Artemis, Zürich 1973.

### Werkausgabe
- Karl Schmid: Gesammelte Werke in 6 Bänden. Herausgegeben im Auftrag der Karl-Schmid-Stiftung von Thomas Sprecher und Judith Niederberger, NZZ Libro, Zürich 1998, ISBN 978-3-03823-842-3.
- Karl Schmid: Gesammelte Briefe (1918–1974). 2 Bände, herausgegeben im Auftrag der Karl-Schmid-Stiftung von Sylvia Rüdin, NZZ Libro, Zürich 2000, ISBN 978-3-85823-671-5.